# Zc(3900)
Zc(3900) とは、粒子の1つでテトラクォークもしくは中間子分子の候補である。電荷がプラスの Z+(3900) とマイナスの Z-(3900) がそれぞれ発見されている。

## 発見
Zc(3900) は、日本のBelle実験および中華人民共和国のBESIII実験におけるそれぞれの国際研究チームが発見した粒子である。発見の成果は2013年6月21日に Physical Review Letters に論文が掲載された。日中それぞれの研究チームは、2005年に発見された Y(4260) と呼ばれる別のテトラクォーク候補の粒子の性質を探るため、加速器で光速近くまで加速した電子および陽電子を衝突させ Y(4260) を生成し、その崩壊を観察していた。Y(4260) の崩壊生成物の中で、エネルギーが約3.9GeV付近に粒子の存在を示す観測結果があった。Belle実験では159例、BESIII実験では307例の観測数であった。Belle実験での生成確率は約350万分の1以下である。未知の粒子はπ中間子とJ/Ψ中間子に崩壊したが、π中間子はプラスマイナスそれぞれの電荷を帯びている事がわかった。J/Ψ中間子は電荷を帯びていないため、電荷は保存される事から、未知の粒子は電荷を帯びている事が推測された。電荷の存在は未知の粒子がチャームクォークと反チャームクォークで構成され、電荷がゼロとなるチャーモニウム中間子では説明できず、したがって4個のクォークで構成されたテトラクォークか中間子分子である可能性が高い事が分かった。以上の事から、未知の粒子は Zc(3900) という仮の名前で呼ばれることになった。カッコ内の数字は粒子の重さをMeVで示した数値である。また、崩壊生成物であるπ中間子がプラスマイナス両方の電荷を帯びている事から、Z+(3900) と Z-(3900) の両方が存在・発見されていると考えられている。
電荷のあるテトラクォークや中間子分子の報告は、いずれもBelle実験が2007年に発見した Z+(4430) や2011年に発見した Zb+(10610) や Zb+(10650) などがあるが、Z+(4430) の場合はBaBar実験という別のグループが存在を否定し、Zb+(10610) と Zb+(10650) の場合は他のグループは発見していない。しかし、 Zc(3900) は別々のグループがそれぞれ独自に発見を報告している。

## 性質
Zc(3900) は約3899.0MeV/c2 (6.9506 × 10-27kg) の質量と、±1eの電荷を持つ。質量と電荷の性質から4個のクォークで構成された粒子であることが高いと推定されているが、内部構造は4個のクォークが強い相互作用で結合したテトラクォークなのか、それとも2個のクォークが結合した中間子がそれぞれ強い相互作用で結合した中間子分子なのかはまだ判明していない。中間子分子である場合は、片方がチャームクォークで構成された2種類のD中間子同士が結合したものと推定されている。構成粒子はまだ不明であるが、その一例としてチャームクォーク、反チャームクォークと、Z+(3900) の場合はアップクォークと反ダウンクォーク、Z-(3900) の場合は反アップクォークとダウンクォークで構成されていると推定されている。しかし、実際にはこれ以外にも何通りもの組み合わせが考えられる。
観測結果は今のところテトラクォークの可能性を示唆するものであるが、本当に4個のクォークで構成されているか、仮にそうだとしても中間子分子ではなくテトラクォークであると決定するにはまだデータが不足している。